# Рафал из Тарнова
Ра́фал из Тарнова герба Лелива (пол. Rafał z Tarnowa) (ок. 1330—1372/1373) — основатель велёвесско-дзиковской линии шляхетского рода Тарновских, подкоморий сандомирский (приблизительно с 1354) и каштелян вислицкий приблизительно с 1367 года, владелец Тарнува и Велёвеси.

## Биография
Был сыном краковского каштеляна Спицимира (ум. 1352/1354) и Станиславы из Богорюва, которая была дочерью сандомирского воеводы Петра Богория. Братьями и сёстрами Рафала были Чухна из Тарнова (жена Мижана из Парховича), Невстонпа из Тарнова, Пакослава из Тарнова и краковский каштелян Ян из Мельштына.

## Семья и дети
Жена — Джержка из Велёвеся, дочь Джержикрая из Велёвеся, от брака с которой имел двух сыновей:
- Ян из Тарнова (род. до 1349 — ум. 1409), подкоморий сандомирский (1368), маршалок надворный (1373), каштелян сандомирский (1377), Маршалок великий коронный Королевства Польского (1378—1381), воевода сандомирский (1385), генеральный староста русский (1387), воевода краковский (1401), каштелян и староста краковский (1406)
- Спытко из Тарнова (ум. 1395/1397) — подкоморий краковский (1385)

Был дедом краковского воеводы Яна Тарновского, Спытка I из Ярослава и Дороты из Тарнова, которая была женой ленчицкого воеводы Мартина из Рытвяна.